# Jørn Utzon: Manden & arkitekten
Jørn Utzon: Manden & arkitekten er en dansk dokumentarfilm fra 2019 produceret af Nordisk Film og instrueret af Lene Borch Hansen og Anna von Lowzow.

## Handling
Dokumentarfilmen om Jørn Utzon fortæller den personlige og følelsesladede historie om den verdensberømte arkitekt og hans helt usædvanlige begavelse. Ved sin side har han Lis, hans store kærlighed gennem 66 år. Centralt i filmen står den dramatiske historie om Operahuset i Sydney, der bliver det 20. århundredes mest berømte bygning og giver ham stjernestatus på verdensplan. Men byggeriet kommer også til at knuse hans hjerte, da han tvinges til at forlade sit mesterværk, før det står færdigt. Bruddet får store konsekvenser for Utzons familie og hans videre karriere.
Filmen bygger på interviews med Utzons børn, venner og nærmeste medarbejdere samt et hidtil uset arkivmateriale og nye enestående optagelser af Utzons hovedværker.